# Willy Rudert
Willy Rudert (* 17. März 1884 in Falkenstein/Vogtl.; † 17. Oktober 1949 ebenda) war ein deutscher Heimat- und Mundartschriftsteller. Er gilt als einer der bekanntesten Dichter vogtländischer Mundart.
Rudert wurde als Sohn eines Friedensrichters geboren. Nach dem Besuch der Volksschule erlernte er auf der Kunstgewerbeschule in Plauen den Beruf eines Kunstgewerbezeichners. Diesen Beruf übte er für kurze Zeit in Dresden und später in Plauen aus. In Falkenstein war er als Musterentwerfer für Gardinen tätig. Von 1920 an lebte Rudert als freier Schriftsteller in Falkenstein. Er gründete und leitete das Falkensteiner Heimatmuseum und eine Trachtengruppe.
In Erinnerung an die Verdienste Ruderts wurde in der Stadt Falkenstein/Vogtl. der Platz vor dem Rathaus nach ihm benannt.

## Werke
- 14 Bücher, davon elf im Rudertschriftenverlag Falkenstein (Eigenverlag)
- Fünf Theaterstücke